# Kabuyea hostifolia
Kabuyea hostifolia är en enhjärtbladig växtart som först beskrevs av Adolf Engler, och fick sitt nu gällande namn av Richard Kenneth Brummitt. Kabuyea hostifolia ingår i släktet Kabuyea och familjen Tecophilaeaceae. Inga underarter finns listade i Catalogue of Life.